# Don Young

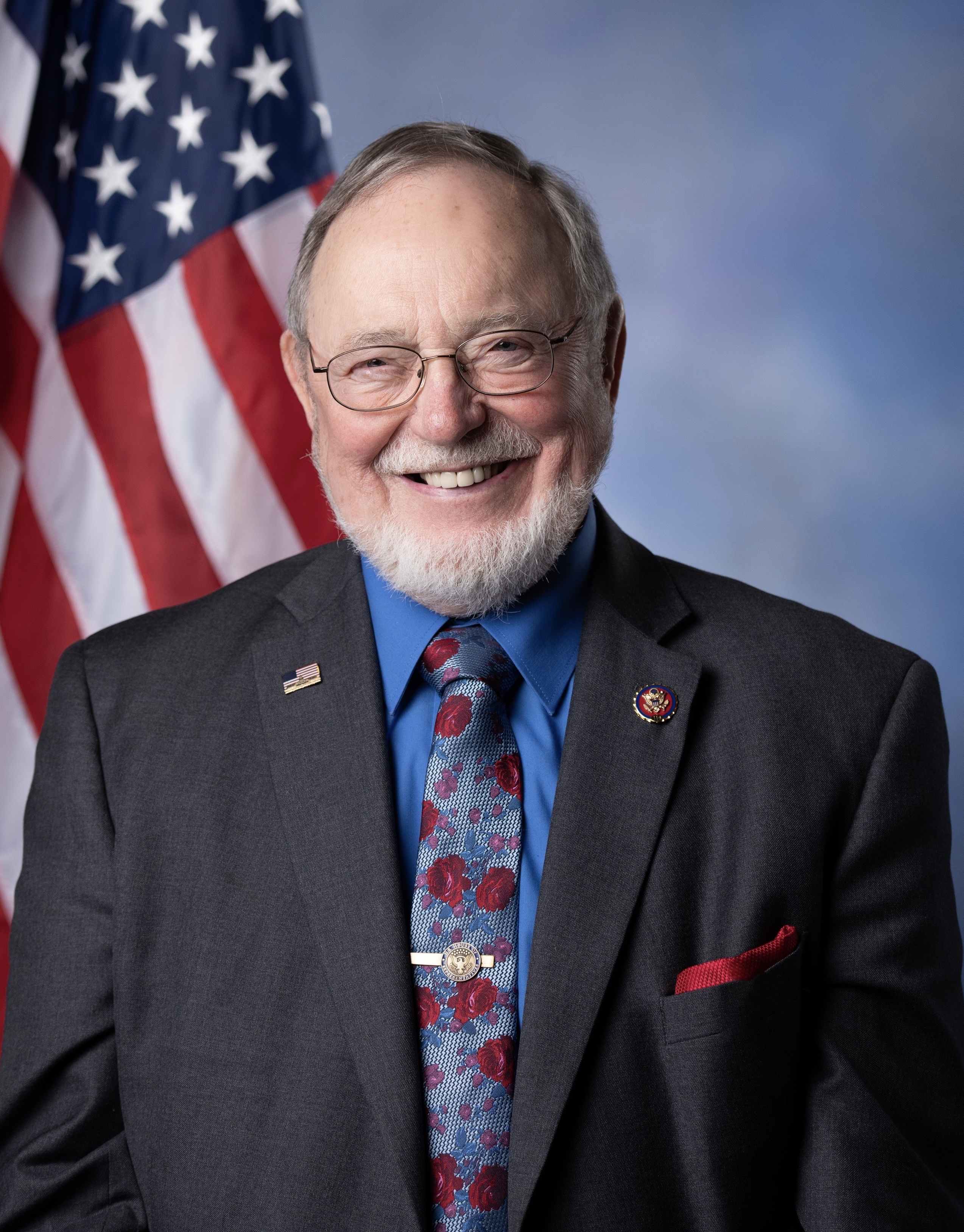
Don Young (2019)

Donald Edwin „Don“ Young (* 9. Juni 1933 in Meridian, Sutter County, Kalifornien; † 18. März 2022 in Los Angeles, Kalifornien) war ein amerikanischer Politiker der Republikanischen Partei. Von 1973 bis zu seinem Tod war er der einzige Vertreter des Bundesstaates Alaska im Repräsentantenhaus der Vereinigten Staaten.

## Familie, Ausbildung und Beruf
Don Young wuchs in Kalifornien auf der Ranch seiner Familie auf. Er besuchte die High School in Sutter von 1947 bis 1951 und anschließend das Yuba Junior College, das er 1952 mit dem Associate Degree verließ. Anschließend diente er von 1955 bis 1957 als Private in der United States Army und studierte an der California State University in Chico, die er 1958 mit dem Bachelorgrad in Erziehungswissenschaft abschloss. 1959 siedelte er nach Alaska über, zuerst nach Anchorage und 1960 nach Fort Yukon, einer Kleinstadt nördlich des Polarkreises. Er arbeitete in einigen Bauprojekten sowie als gewerblicher Fischer und verdingte sich als Bauarbeiter, Trapper, Steuermann eines Schleppers und Goldsucher und unterrichtete von 1960 bis 1967 in einer Grundschule des Bureau of Indian Affairs in Fort Yukon.
Ab Juni 2015 war Young mit Anne Garland Walton verheiratet. Aus der Ehe mit seiner verstorbenen Frau Lula Fredson gingen zwei Kinder hervor. Er gehörte der Episkopalkirche an und lebte in Fort Yukon.
Don Young starb am 18. März 2022 am Los Angeles International Airport im Alter von 88 Jahren vor einem Heimflug nach Alaska.

## Politische Laufbahn

### Anfänge auf lokaler und regionaler Ebene
Von 1960 bis 1968 war Young Mitglied des Stadtrats von Fort Yukon und von 1964 bis 1968 Bürgermeister dieser Kleinstadt nördlich des Polarkreises. Zwischen 1966 und 1970 gehörte er dem Repräsentantenhaus von Alaska an; von 1970 bis 1973, als er das Mandat niederlegte, saß er im Senat von Alaska.

### Repräsentantenhaus der Vereinigten Staaten

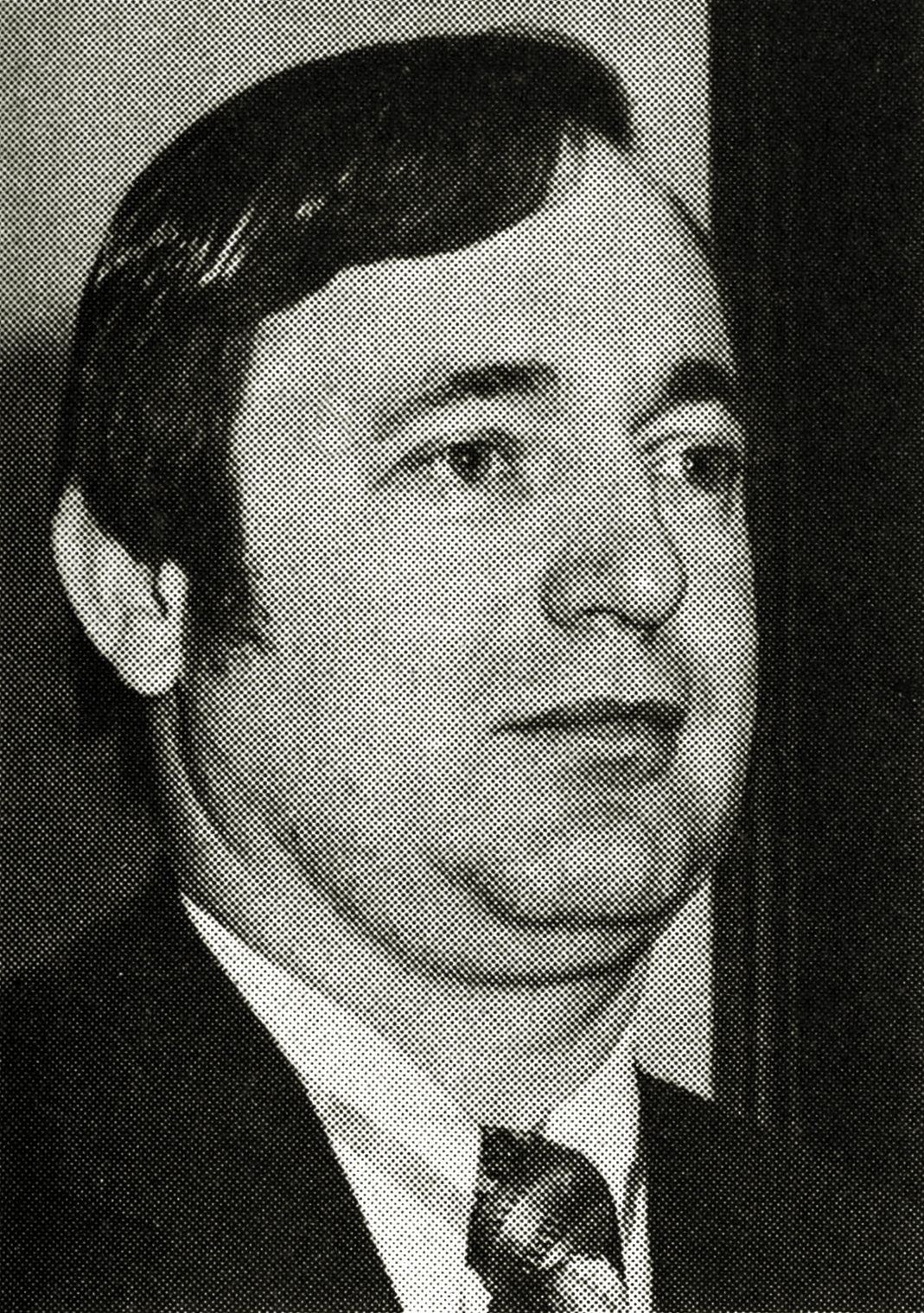
Don Young 1973

Young war bei der Wahl 1972 um den einzigen Sitz Alaskas im Repräsentantenhaus der Vereinigten Staaten der Kandidat der Republikaner gegen Mandatsinhaber Nick Begich von den Demokraten. Begich verschwand bei einem Flug drei Wochen vor der Wahl spurlos, gewann die Wahl im November 1972 als vermisst Gemeldeter aber trotzdem mit 56,2 zu 43,8 Prozent der Stimmen. Nachdem Begich für tot erklärt worden war, wurde eine Nachwahl für seinen Sitz angesetzt, bei der Young wiederum antrat. Er setzte sich im März 1973 knapp gegen den Demokraten Emil Notti durch und wurde am 6. März 1973 Mitglied des Repräsentantenhauses. Seitdem gewann Young 22 Wiederwahlen mit Stimmanteilen zwischen 46,78 % (1992 gegen John S. Devens) und 74,66 % (2002 gegen Clifford Mark Greene). 2008 erzielte er gegen Ethan Berkowitz mit 50,14 Prozent sein bis dahin drittschlechtestes Ergebnis (inklusive der verlorenen Wahl 1972), nachdem er in der Vorwahl der Republikaner nur knapp mit 234 Stimmen Vorsprung gegen Alaskas Vizegouverneur Sean Parnell gesiegt hatte, den Gouverneurin Sarah Palin unterstützte. Bis Ende 2016 hatte Young in seiner Kongresslaufbahn 79 Gesetze eingebracht und durchgesetzt. Seit dem Rücktritt des Abgeordneten John Conyers am 5. Dezember 2017 war Young der am längsten dienende Kongressabgeordnete.
Bei der Wahl 2018 lag Young laut Umfragen nur knapp vor seiner demokratischen Herausforderin Alyse Galvin, sodass Beobachter mit einer offenen Wahlentscheidung und leichten Vorteilen Youngs rechneten. Young siegte aber schließlich mit 54,2 zu 45,8 Prozent der Stimmen. Nach einer weiteren Wiederwahl im Jahr 2020 gehörte er dem 117. Kongress der Vereinigten Staaten an.

## Positionen und Kontroversen
Young stimmte in den meisten Fragen mit der Parteilinie, in der Frage des Schwangerschaftsabbruchs stimmte er etwa verlässlich Pro-Life. Dagegen setzte er sich für die umstrittene Stammzellenforschung ein, was sein Kontrahent Parnell in der Vorwahl 2008 gegen ihn ins Feld führte. Young war Mitglied im Vorstand der National Rifle Association, des größten Lobbyistenverbandes in den USA für Waffenhersteller. Er hielt Einschränkungen zur Förderung des Umweltschutzes für hinderlich und setzt sich für eine Öffnung des Arctic National Wildlife Refuge für Ölförderung ein. Jedoch hatte er auch schon mehrfach für Gesetze für den Klimaschutz gestimmt.
Mehrfach stand Young unter dem Verdacht, bestechlich gewesen zu sein, weshalb ab 2007 gegen ihn und seinen langjährigen Kongresskollegen, den Senator Ted Stevens, wegen Zuwendungen der Ölindustrie ermittelt wurde. 2007 führten ihn die Citizens for Responsibility and Ethics in Washington unter den 22 korruptesten Kongressabgeordneten. Der frühere FBI-Chef Robert Mueller bezeichnete Young laut Bob Woodwards Buch Fear: Trump in the White House als Gauner (crook). Es wurde jedoch nie ein Fehlverhalten Youngs festgestellt und das Ermittlungsverfahren 2010 eingestellt.
Young war bekannt für seine direkte, impulsive Art, die Fluchen und Anschreien von anderen Kongressmitgliedern einschloss; Young sah diese Art als Vorteil, um die Belange Alaskas effektiv zu vertreten. Häufig bezog Young kontroverse Positionen. So erklärte er, er wolle einen Kongresskollegen beißen „wie ein Nerz“, weil dieser seine Subventionsvorschläge ablehnte, und die Ölpest im Golf von Mexiko 2010 nannte er ein „natürliches Phänomen“ statt einer menschengemachten ökologischen Katastrophe. 2013 bezeichnete er Hispanics – von denen einige als Wanderarbeiter auf der Ranch seines Vaters gearbeitet hatten – als Wetbacks („Nassrücken“). Der Sprecher des Repräsentantenhauses, John Boehner, reagierte darauf empört. Im Februar 2018 meinte Young, die Juden hätten den Holocaust verhindern können, wenn sie ausreichend bewaffnet gewesen wären.
Während der COVID-19-Pandemie in den Vereinigten Staaten bezeichnete Young im März 2020 SARS-CoV-2 als „Biervirus“,
der von Medien aufgeblasen werde. Er änderte seine Position später, insbesondere nachdem er im November 2020 mit COVID-19 in ein Krankenhaus eingeliefert worden war. Er warb dann für Masken und Impfungen.

## Auszeichnungen
Die United States Chamber of Commerce verlieh Young die Auszeichnung Spirit of Enterprise, von den Americans for Tax Reform erhielt er die Auszeichnung Hero of the Taxpayers.